# Bataiporã (ort i Brasilien)
Bataiporã är en ort i Brasilien.   Den ligger i kommunen Batayporã och delstaten Mato Grosso do Sul, i den södra delen av landet, 900 km sydväst om huvudstaden Brasília. Bataiporã ligger 326 meter över havet och antalet invånare är 7 346.
Terrängen runt Bataiporã är platt. Runt Bataiporã är det mycket glesbefolkat, med 6 invånare per kvadratkilometer..
Trakten runt Bataiporã består i huvudsak av gräsmarker.